# Escandall

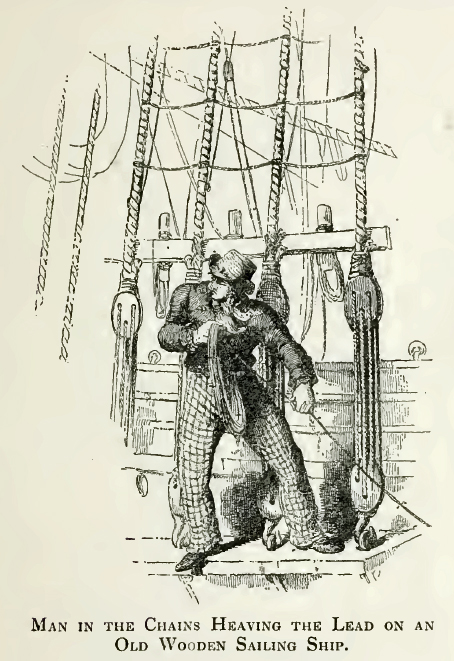
Mariner emprant un escandall per a mesurar el fons.

Un escandall és un instrument de navegació, marítima o fluvial, format per una peça pesant de plom unida a una corda marcada a intervals. La funció d’un escandall és la de mesurar la profunditat del fons per on navega el vaixell.
- Algunes definicions modernes en català segueixen les definicions clàssiques castellanes, considerant l’instrument destinat a escandallar com un conjunt de dues peces: escandall i corda prima (“escandallo” i “sondaleza” en castellà).[1]
- Altres definicions fan referència a “escandall” com a conjunt, més d’acord amb el significat tradicional[2]

## Descripció
Un escandall tradicional està format per dos components:
- un pes de plom (tradicionalment anomenat piló o, senzillament, plom).[3]
- una corda de mena relativament prima (a vegades anomenada "sondalesa", "sondalessa" o “sondaresa”).[4]

La forma del piló acostuma a ser allargada. Pot ser cilíndrica, troncocònica o troncopiramidal. A la base hi ha una depressió per a posar-hi sèu sense que caigui amb facilitat. A la part superior hi ha una anella formant part integral del piló. El material de referència era i és el plom, tot i que hi ha descripcions de pilons d'aram o bronze. El plom té una densitat molt alta (aproximadament 11 g/cm3, contra 7,85g/cm3 del ferro) i és ideal per a aquesta funció.
El cap de la corda va unit a l’anella del piló formant una baga permanent i proporcionant una unió baldera.

### Graduació i marques
Els escandalls primitius, probablement, no tenien marques ni nusos de cap mena. La persona que calava la sonda, en sentir que ja no baixava més, en tenia prou amb recuperar-la estirant els braços cada cop i comptant les braces (una braça és el tros de corda que hi ha des punta a punta dels braços estirats). Aquest sistema pot emprar-se en cas d’emergència, improvisant un escandall amb una cordeta, sense haver-la de marcar prèviament.
Per tal de facilitar l’operació de recuperar la corda i de comptar les braces, des de temps antics la sondalesa anava marcada. Amb nusos o altres sistemes. L'any 1803, Gabriel Ciscar indicava un sistema amb un nus cada deu braces (Vegeu més avall).

#### Mesures mètriques
Segons una obra especialitzada moderna, que indica un dels sistemes possibles, les marques de la corda de l'escandall són les següents:
- Als 2m, dues tires de cuiro
- Als 3m, tres tires de cuiro
- Als 5m, una peça de lona blanca
- Als 7m, una peça de llana vermella (estam de color vermell)
- Als 10 m, una peça de cuiro amb un forat lateral
- Als 13m una peça de sarja de color blau
- Als 15m una peça de lona blanca
- Als 17m, una peça de llana vermella (estam de color vermell)
- Als 20m, dos nusos.
- Les marques es repeteixen fins als 40 metres.[5]

#### Mesures anglosaxones
- Fathom.[6]

## Dimensions segons l'ús destinat
En funció de la profunditat prevista que cal sondar, les dimensions dels escandalls tradicionals acostumen a variar. En fondàries petites s'usen pesos reduïts i cordes curtes. A més fondària, pesos més grans i cordes més llargues.
Els valors típics són els següents:
- Escandall de mà: Un piló de 10 lliures i una corda de 50 braces.
- Piló de 20 lliures / corda de 70 braces.
- Piló de 36 lliures / corda de 130 braces.

## Unitats de mesura
Durant molts anys les profunditats es mesuraven en braces. Una braça mediterrània era molt semblant a la unitat anglesa de mesura: el “fathom”.
Des de la difusió del Sistema Mètric Decimal les fondàries s'indiquen i mesuren en metres.
Els anglosaxons continuen emprant "fathoms" i peus. Amb cartes marines degudament marcades per a aquest propòsit.
- Quan els autors antics escrigueren sobre els escandalls, indicaren les profunditats en unitats de mesura de la seva època. Les traduccions posteriors acostumen a “traduir” el nom de les unitats (canviant el terme original per un terme conegut aproximat), deixant el valor numèric original.
- Les imprecisions que causa el sistema indicat en el punt anterior no són greus en el cas de les profunditats.

## Història

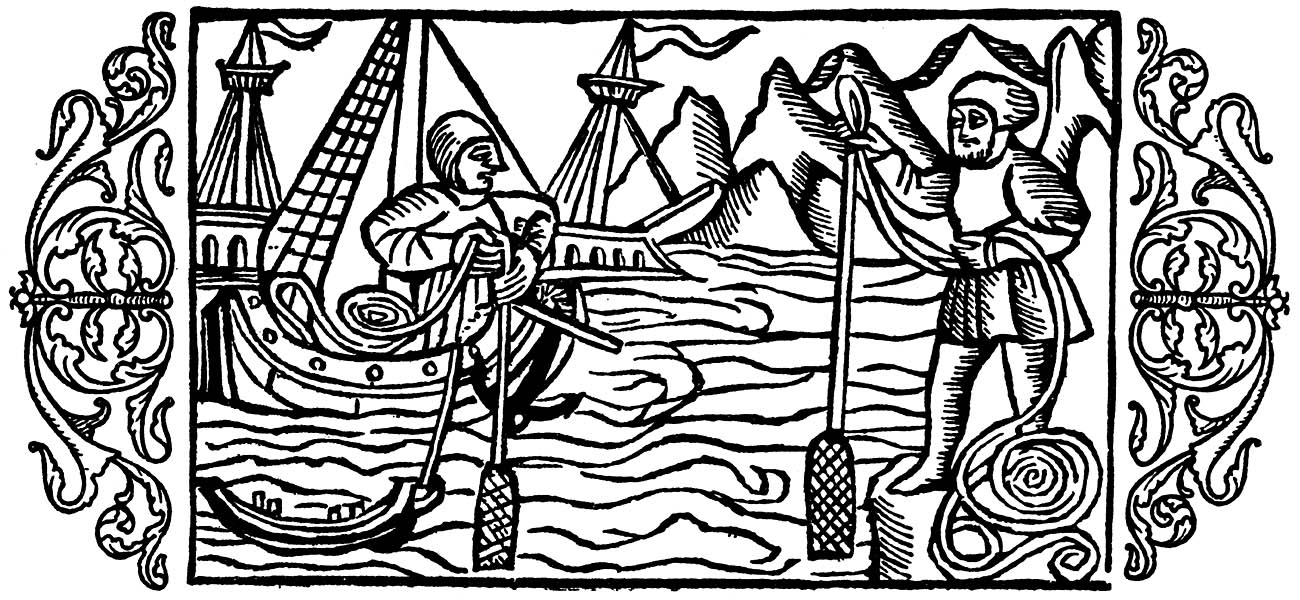
Olaus Magnus, gravat amb dues persones sondant amb escandalls (1555).

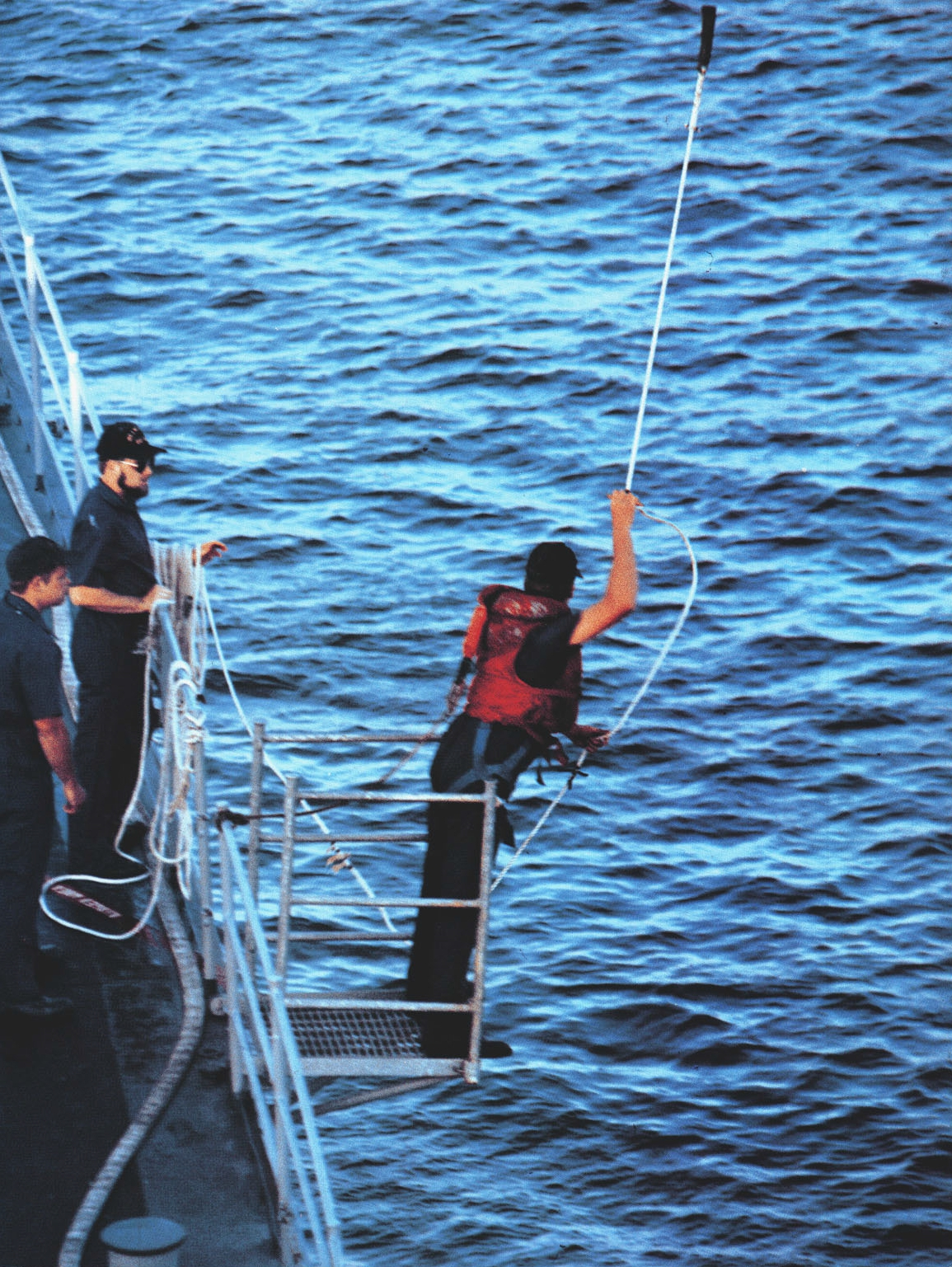
Mariner del vaixell USS Arthur W. Radford (DD-968) calant l'escandall (1981).

La documentació sobre els escandalls és molt antiga. Hi ha testimonis de pintures egípcies que mostren l’ús d'una perxa per tal de mesurar la fondària disponible. La referència anterior indica que l'escandall podria haver-se inventat entre els anys 2000 i 1930 aC.
- c. 450 aC. Un exemple d'esment d'un escandall el trobem en Heròdot:[10][11][12][13]

| «                                                    | L'estat del sòl d'Egipte és així: primer, si hom hi navega, quan encara dista de terra un dia de ruta, si tira una sonda, en treurà fang, que trobarà en una profunditat d'onze braces. Això demostra que els efectes de la inundació arriben fins aquí. | » |
| — Històries d'Heròdot. Llibre II, Euterpe. Pàgina 3. | |   |

- c190aC. En l'Aulularia, una comèdia de Plaute, hi ha uns versos que semblen parlar de l'escandall. El terme original es va perdre i fou restituït per “catapirateria”, això és: “escandall”.

- c135aC. Caius Lucilius[16]

| «                                                         | Hunc catapiratem puer eodem devoret unctumplumbi pauxillum rodus linique metaxam. | » |
| — Sàtira de Caius Lucillius citada per Isidor de Sevilla. |                                                                                   |   |

- c. 60 dC. Naufragi de Sant Pau.
  - Poc abans del naufragi de l’apòstol a les costes de Malta, els mariners varen sondar per a veure la fondària disponible.
  - L'edició llatina de la Vulgata dels Actes dels Apòstols parla de “bolidem”(“bolis”=escandall) i de “passus” (unitats de mesura).
    - 28 Qui et summittentes bolidem, invenerunt passus viginti; et pusillium inde separati invenerunt passus quindecim.

  - La traducció castellana de Fèlix Torres i Amat de Palou esmenta “sonda” i “brazas”.
    - 28 Por lo que tiraron la sonda, y hallaron veinte brazas de agua, y poco más adelante solo hallaron ya quince.

- Isidor de Sevilla[17]

- 1331. Coca Sant Climent. En l'inventari del contracte de cors hi figuren: "Dos escandays la un ab piló".[18]

- Ausiàs March[19]

| «                     | Llir entre cards no em basta l'escandall Per trobar fons en la vostra estima. | » |
| — Poema. Ausiàs March |                                                                               |   |

- 1465. Benedetto Cotrugli.

| « | Et però li marinari, dove non ando piloto o praticha per fama celebre del fundo, sogliono havere lo scandaglo et scandaglando lo fundo cognoscono le predicte conditioni gratia exempli. Lo scandaglo è de piumbo et in fundo del piumbo ci mittono sivo; selle sondo roche imprimeno nel sivo la forma loro, la arena se apicha al sivo, lo fango se apicha allo piumbo, et coscì perfectamente v’è adnotitia della qualitate dellu fundo. Quan els mariners no disposen de pilot pràctic (d’una costa) acostumen a usar l'escandall. I sondant (o escandallant) el fons, l’arriben a conèixer per la pràctica. L'escandall és de plom i, en el seu fons, s'hi posa sèu. Les roques deixen marca en el sèu. La sorra s'enganxa al sèu. El fang s'enganxa al plom. Així es pot conèixer la qualitat del fons. | » |
| — Benedetto Cotrugli. De Navigatione (1464-65). Trascrizione del testo del ms. 557 della Beinecke Rare Book and Manuscript Library (Yale University) a cura di Piero Falchetta. | |   |

- 1492. (Castellà). “Sondaresa”.[20][21]
- 1519. Francesc Albó de Rosas va utilitzar l'angle que feia amb la vertical la cadena d'una mena d'escandall penjat a la popa, fet amb una cadena en lloc de corda per calcular la velocitat del Victòria al viatge de la volta al món. Segons diu Pigafetta al seu llibre la "Descripció del viatge" és definitiu ja que narra que " colla catena a popa" sabien que, navegant pel Pacífic, avançaven de 60 a 70 llegües per dia.[22]

- 1573, Juan Pérez de Moya.[23]

- 1640. Giuseppe Laurenzi.[24]

| «                                                                              | Catapirateria, catapirates, Bolis, linea cum plumbi massa, quam maris altitudo exploratur, Scandaglio. Turn. | » |
| — Definició llatina de “catapirates”. Segons Iosephi Laurentii Lucensis S.T.D. | |   |

- 1803. Gabriel Siscar i Siscar

| «                                                              | La sondalesa es un cordel dividido de diez en diez brazas, que se indican por medio de unos nudos dispuestos como los de la corredera (art. 24.4). El extremo, desde donde se cuentan las divisiones está afianzado al vértice, de un gran cono de plomo llamado el escandallo, y en la base del escandallo hay un hueco que se llena de sebo. El uso de este instrumento es arrojar el escandallo al agua, é ir largando cordel hasta que la disminucion de peso manifiesta que ha llegado al fondo. | » |
| — Curso de estudios elementales de marina. Per Gabriel Ciscar. | |   |

- Mark Twain.[25][26]

El conegut pseudònim de l'escriptor Samuel L. Clemens prové dels dies en que treballava com a pilot del riu Mississipi (anys 1857-1861). De fet el va manllevar d’un capità que havia mort i que escrivia articles. El crit de “Mark Twain !!” es podria traduir per: “(L'escandall) marca dues (braces)”.

## Ús modern de l'escandall
Tot i que l'escandall és un dels instruments de navegació més antics, encara continua usant-se.
Els avantatges són indiscutibles: un preu molt assequible, una gran fiabilitat i una llarga durada en condicions d’ús normal.